# 8787 Ignatenko
8787 Ignatenko eller 1978 TL4 är en asteroid i huvudbältet som upptäcktes den 4 oktober 1978 av den ryska astronomen Tamara Smirnova vid Krims astrofysiska observatorium på Krim. Den har fått sitt namn efter den rysk-sovjetiske journalisten och generaldirektören för TASS 1991–2012, Vitalij Ignatenko.
Asteroiden har en diameter på ungefär sexton kilometer.